# دوزینگ پمپ
یک دوزینگ پمپ یا مترینگ پمپ یا پمپ تزریق دقیق حجم دقیقی از مایع را در یک بازه زمانی مشخص حرکت می‌دهد و سرعت جریان حجمی دقیقی را ارائه می‌دهد. به طبع در سیستم‌های دوزینگ پمپ مقدار دبی و فشار از جمله پارامترهای با اهمییت بالا هستند؛ و به همین جهت همه دوزینگ پمپ‌های ساخته شده دارای دبی قابل تنظیم هستند. یکی از شاخص‌هایی که دوزینگ پمپ را از پمپ‌های مشابه آن مجزا می‌کند قابلیت تغییر کورس رفت و برگشتی است. در همه دوزینگ پمپ‌ها می‌توان با تغییر کورس، نسبت دبی را تغییر داد هرچند در اکثر دوزینگ پمپ‌ها از تغییر فرکانس تزریق هم برای کنترل دبی استفاده می‌شود.

## انواع دوزینگ پمپ ها
دوزینگ پمپ ها می توانند بر اساس اصول پمپ های دینامیکی یا پمپ های جابجایی مثبت بسته به طراحی کار کنند. پمپ‌های دینامیک جریان متغیری مناسب برای تولید دبی‌های بالا با سیالات با ویسکوزیته پایین تولید می‌کنند، در حالی که پمپ‌های جابجایی مثبت جریان ثابتی را تولید می‌کنند که برای تولید فشارهای بالا (و نرخ جریان کم) با سیالات با ویسکوزیته بالا مناسب است. بیشتر پمپ‌های دوزینگ پمپ‌های جابجایی مثبت هستند که جریان ثابت و کم را برای انواع رسانه‌ها فراهم می‌کنند. 

### دوزینگ پمپ دیافراگمی

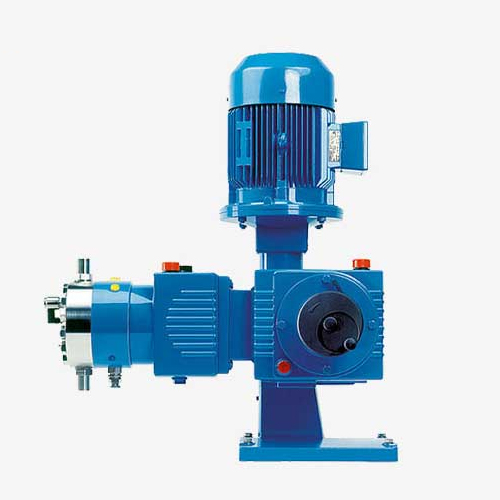
نمونه یک دوزینگ پمپ دیافراگمی

دوزینگ پمپ دیافراگمی مکانیکی از یک گیربکس مکانیکی با نسبت ثابت استفاده می کنند که چرخش موتور را به حرکت رفت و برگشتی پیستون تبدیل می کند. با تغییر نسبت می توانیم تعداد ضربات در دقیقه را که پمپ تزریق پیستون انجام می دهد افزایش یا کاهش دهیم.
با انجام یک جابجایی حجمی شناخته شده، می‌توانیم مقدار ماده شیمیایی تحویلی در هر ضربه را به دقت محاسبه کنیم. با افزایش مقدار لیتر در دقیقه می‌توانیم مقدار ماده شیمیایی تحویلی پمپ را افزایش دهیم تا به دبی مورد نظر دست یابیم.

### دوزینگ پمپ پیستونی

نمونه یک دوزینگ پمپ پیستونی

طیف دوزینگ پمپ‌ پیستونی برای کاربردهایی طراحی شده‌اند که به دبی دقیق‌تر تا 1027 لیتر در ساعت و فشار بالا تا 25 بار نیاز دارند. (بنا به درخواست دبی و فشار بالاتر یا پایین تر هم می توانید سفارش دهید.) این محدوده برای استفاده با مایعات حاوی ذرات ساینده یا جامد مناسب نیست. این سری پمپ اندازه گیری را می توان به روش های مختلفی بسته به نیازهای کاربردی کنترل کرد، از جمله: سیگنال 4-20 میلی آمپر و کنترل اینورتر.
این سری مترینگ پمپ پیستونی برای بسیاری از کاربردها در بازارهای صنعتی و دریایی ایده آل است، از جمله؛  پمپاژ شیمیایی برای حفظ سطوح PH در فرآیندهای تصفیه آب، تمیز کردن در محل (CIP)، بیو اسیدها، سیستم‌های پمپاژOEM، اسمز معکوس، تزریق مواد شیمیایی و پمپاژ شیمیایی برای کشاورزی.

### دوزینگ پمپ پریستالتیک

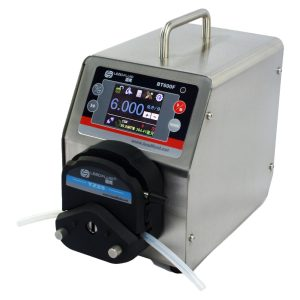
نمونه یک دوزینگ پمپ پریستالتیک

دوزینگ پمپ پریستالتیک شیمیایی ، که اغلب به عنوان پمپ‌های غلتکی شناخته می‌شوند، نوعی پمپ جابجایی مثبت هستند که می‌توانند برای جابجایی انواع مختلف سیالات به آرامی و پیوسته در اطراف یک سیستم بسته مورد استفاده قرار گیرند.
طیف وسیعی از دوزینگ پمپ پریستالتیک ما برای استفاده در سیستم های دوزینگ با دبی و فشار کم طراحی شده اند. این پمپ ها، از برندهایی مانند Germac و Microdos، با جابجایی مثبت ناشی از روتورهای روی لوله سیلیکونی یا سانتوپرن کار می کنند. طیف وسیعی از پمپ‌های دوز پریستالتیک ما برای طیف گسترده‌ای از سیستم‌ها، مانند ماشین‌های ظرفشویی تجاری، ماشین‌های ظرفشویی تجاری و شیشه‌شویی‌های پذیرایی مناسب هستند.

### دوزینگ پمپ سلونوئیدی

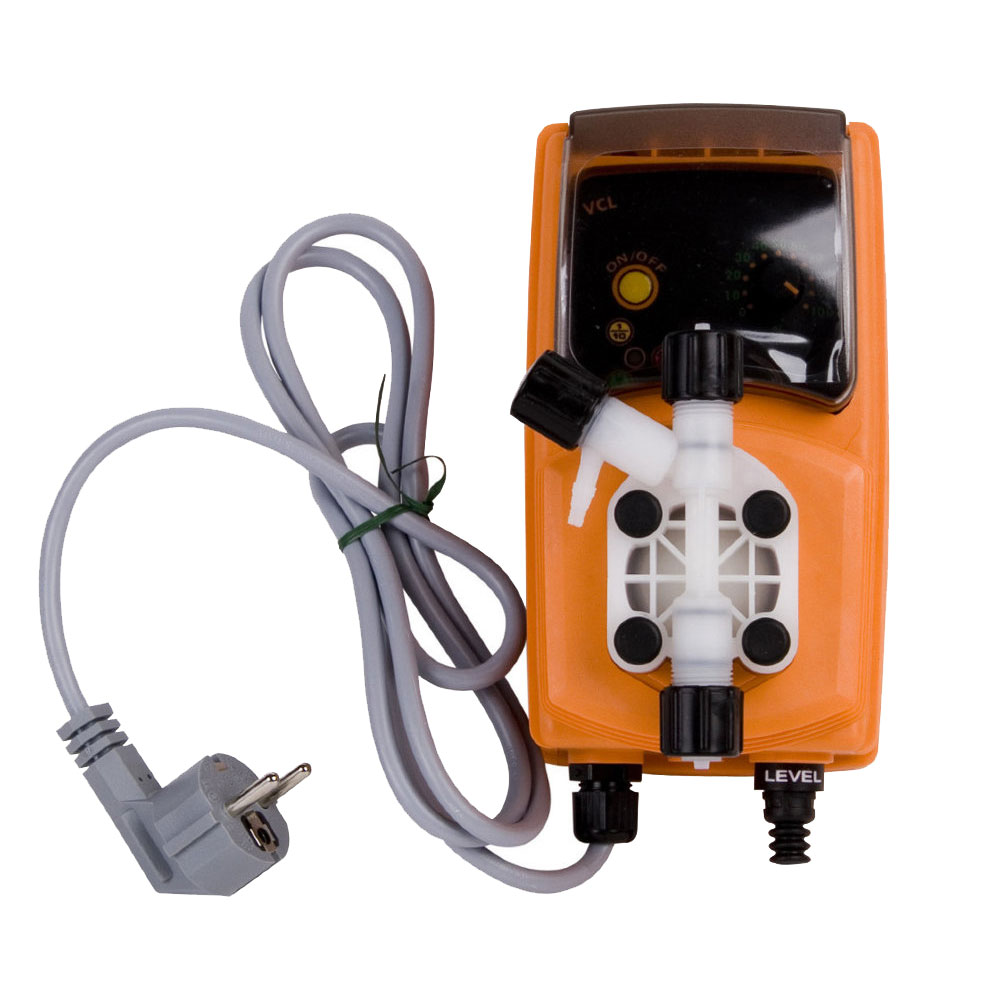
نمونه یک دوزینگ پمپ سلونوئیدی

نام دیگر دوزینگ پمپ ها مترینگ پمپ می باشند. دوزینگ پمپ سلونوئیدی مقداری از دوز مشخصی را از یک سیال می تواند منتقل کند که به این عملکرد پمپ تزریق می گویند. همچنین این دستگاه ها از نوع جابجایی مثبت هستند. نحوه کار این پمپ ها به این صورت است که، حجم معینی از سیال به درون محفظه مدرج با حجم متغیر مکش شده و در بخش برگشت، این مواد به درون سیستم تزریق خواهد شد.
در واقع سلونوئیدی به این معنا است که در موتور الکتریکی به کار رفته در مترینگ پمپ که نیروی محرکه آن را تولید می‌کند، از الکترومغناطیس استفاده شده است و در واقع زمانی که می‌ گوییم دوزینگ پمپ سلونوئیدی این پمپ برای ایجاد نیروی محرکه خود از سلونوئید (الکترومغناطیس) استفاده می‌کند.

## تجهیزات جانبی دوزینگ‌ پمپ‌
تعدادی از لوازم جانبی دوزینگ پمپ هستند که وظیفه مهمی به عهده داشته و باید حتماً از بین اجناس مرغوب انتخاب شوند. از جمله این لوازم جانبی شیرهای اطمینان پمپ است. هنگامی که فشار بیش از حد مجاز به پمپ وارد شود؛ شیرهای اطمینان عمل خواهند کرد. یکی دیگر از تجهیزات جانبی دوزینگ‌ پمپ شیرهای BACK PRESSURE است. گاهی فشار کم خط رانش سبب جریان دبی ناخواسته می‌شود. این شیر از این جریان دبی ناخواسته جلوگیری می‌کند.
پالسیشن دمپنر ها و صافی‌ها نیز دیگر تجهیزات جانبی هستند. دمپنرها می‌توانند جریان خروجی سیال را به‌صورت خطی و ثابت دربیاورند و پالس‌های ایجادی را رفع کنند. وظیفه صافی‌ها نیز جلوگیری از عبور ذرات ریز و اجسام در قسمت ورودی پمپ است.
سوپاپ های تزریق و مکش ، از دیگر تجهیزات مورد استفاده در سیستم تزریق و دوزینگ پمپ ها هستند . سوپاپ تزریق یا شیر تزریق ، شیر یکطرفه ای است که از برگشت ماده تزریقی سیستم تزریق در خط لوله جلوگیری می کند . سوپاپ مکش نیز یک شیر یکطرفه است که از بازگشت سیال تزریقی به مخزن پیشگیری می کند .

## کاربردهای دوزینگ پمپ
یکی از مهم‌ترین مباحث که در ارتباط با مترینگ پمپ وجود دارد، کاربردهایی هستند که می‌توان از آن‌ها نهایت بهره و استفاده را برد. مهم‌ترین کاربرد دوزینگ پمپ ها شامل موارد زیر می‌شوند:
- برای تزریق کلر و مواد شیمیایی متعدد در سیستم‌ های تصفیه آب صنعتی ، از دوزینگ پمپ بهره گرفته می‌شود. به همبن دلیل به دوزینگ پمپ ها ، کلرزن یا کلریناتور نیز می گویند .
- جهت انجام فرآیند گندزدایی آب ، به تزریق مواد شیمیایی نیاز است. دوزینگ پمپ ها در این وظیفه را به انجام خواهد رساند.
- در عملیات سختی گیری آب به پلی فسفات نیاز است. حال برای تزریق پلی فسفات به آب ، به پمپ‌های مخصوص نیاز داریم. دوزینگ پمپ ها بهترین گزینه برای این امر خواهند بود.
- از دیگر کاربردهای دوزینگ پمپ می‌توان به تزریق کنستانتره به نوشیدنی‌ها و ماده اسانس به نوشابه‌ها اشاره کرد.
- برای تزریق الکل به بنزین، مناسب‌ترین گزینه دوزینگ پمپ است.
- خمیر کاغذ به ماده سفیدکننده نیاز دارد و تزریق آن بر عهده انواع پمپ تزریق مواد شیمیایی است.
- برای اینکه PH به ثبات برسد، به تزریق اسید نیاز است. از این رو برای دست یافتن به این ثبات می‌تواند از پمپ تزریق بهره برد.
- علاوه بر موارد ذکرشده برای افزودن کامپوننت به انواع داروها از پمپ‌ دوزینگ استفاده می‌شود.
- در نهایت لازم به ذکر این کاربرد است که برای اینکه بتوانیم PH را کنترل کنیم، باید اسید و مواد قلیایی را تزریق نماییم. به همین علت برای به انجام رساندن این امر، در ابتدا نیاز است تا یکی از انواع مدل‌های پمپ دقیق تهیه شوند.